# Eintracht Hasselbach
Der MGV „Eintracht“ ist ältester Verein des etwa 1000 Einwohner zählenden Taunusdorfes Hasselbach. Das Gründungsdatum ist mit dem 15. August 1882 überliefert.
Durch langjährige Zusammenarbeit mit Chorleitern wie Josef Neuheuser (1925–1947), Jakob Kraus (1952–1968) und Karl Kohlhof (1968–1989) baute sich der Chor ein breites A-cappella-Repertoire auf. Auf Grund der verschiedenen musikalischen Ausrichtungen, bestimmt durch den jeweiligen Chorleiter, ergaben sich für die Sänger immer wieder neue Schwerpunkte. So lag zum Beispiel in der Zeit des Chorleiters Kraus bei der Auswahl der Literatur der Schwerpunkt auf den gängigen Opernchören von Wagner, Verdi, Puccini, Weber sowie Beethoven u. a. Kraus’ Nachfolger, Musikdirektor Karl Kohlhof, hingegen war Verfechter moderner Chorliteratur: Für die Chormitglieder ein entsprechender Umgewöhnungsprozess von der konzertanten Literatur zu den zeitgenössischen Musikern wie Cosett, Novak, Poos sowie Heinrichs etc.
In dieser Zeit stand der Verein über 30 Jahre unter dem Vorsitz des heutigen Ehrenvorsitzenden Horst Heuser. Unter dessen Regie öffnete sich der Verein mehr und mehr nach außen, so wurde zum Beispiel verstärkt erfolgreich an Konzerten und Chorwettbewerben teilgenommen. Heute steht der Verein unter dem Vorsitz von Edgar Bargon.
Die „Eintracht“ war Ausrichter mehrerer großer nationaler Chorwettbewerbe: 1977 mit 44 teilnehmenden Chören, 1982 mit 47 Chören, 1992 mit 31 und 2007 mit 31 Chören und im öffentlichen Leben ist die „Eintracht“ sehr aktiv: Der Chor übernahm zum Beispiel die musikalische Gestaltung der Grundsteinlegung des Messeturms Frankfurt oder die Mitgestaltung der Feierlichkeiten anlässlich der 25-Jahr-Feier des Hochtaunuskreises. Der Chor konzertierte u. a. in Frankreich, der Schweiz, in Österreich, in Ungarn und in Italien. In Rom nahmen die Sänger an einer Papstaudienz teil und gestalteten einen Gottesdienst im Petersdom. Konzerte des Chores, zuletzt zum Tag der dt. Einheit, wurden vom Hessischen Ministerium für Wissenschaft und Kunst sowie von der Hessischen Landesregierung gefördert.

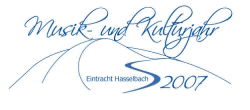
Musik- und Kulturjahr 2007

Im Jahr 2007 feierte der Verein sein 125-jähriges Vereinsjubiläum; u. a. mit einem nationalen Chorwettbewerb im Oktober 2007 mit über 1.500 Sängerinnen und Sängern aus Hessen, Bayern, Rheinland-Pfalz und Nordrhein-Westfalen. Die Jury war mit Professor Volker Hempfling und Arthur Groß besetzt.
Eine sehr lange Tradition innerhalb des Vereinslebens nimmt das Laienschauspiel ein: Bereits Anfang der 1930er Jahre begann die bis heute andauernde Zeit des Singspiels und des Theaters.

## Männerchor
Von 1989 bis 2019 stand der Chor unter der musikalischen Leitung von Andreas Jung aus Lindenholzhausen. Er ist nach Studien in Gießen und Frankfurt als Rektor für das „Didaktische Seminar Musik“ beim Studienseminar Limburg für die Musikreferendarausbildung verantwortlich. Mit seinen Chören erhielt er nationale und internationale Auszeichnungen. 1994 wurde er Stipendiat des Deutschen Musikrates (4. Deutscher Chorwettbewerb in Fulda). Fortbildungen und Meisterkurse führten ihn u. a. nach Marktoberdorf (Internationaler Kammerchorwettbewerb) und nach Sydney zum World Symposium of Choral Music (Meisterkurse bei S. Parkman und Frieder Bernius). Andreas Jung ist Musikdirektor des Fachverband Deutscher Berufschorleiter (FDB) und Mitglied des Arbeitskreises Musik in der Jugend (AMJ)
Unter der Leitung von Andreas Jung lag der musikalische Schwerpunkt des Chores in der romantischen Chorliteratur von Komponisten wie Schumann, Mendelssohn Bartholdy, Silcher sowie Rheinberger, Smetana etc.
Während der 30-jährigen Zusammenarbeit mit Andreas Jung beteiligte sich der Chor an 38 nationalen Wettbewerben. Dabei stellte man sich etwa 120 Mitkonkurrenten. Die insgesamt 40 Juroren bedachten den Chor dabei mit über einhundert – vorwiegend ersten – Preisen. Im Dezember 2019 wurde Andreas Jung zum Ehrenchorleiter der „Eintracht“ Hasselbach ernannt. Zurzeit zählt der Chor der „Eintracht“ 20 Stimmen.